# Odontolabis cuvera cuvera
Odontolabis cuvera cuvera es una subespecie de coleóptero de la familia Lucanidae.

## Distribución geográfica
Habita en Bangladés, Darjeeling, Assam, Nepal y Bután.